# La fredda luce del giorno
La fredda luce del giorno (The Cold Light of Day) è un film del 2012 diretto da Mabrouk El Mechri e interpretato da Henry Cavill, Bruce Willis e Sigourney Weaver.

## Trama
Un giovane affarista di Wall Street, Will Shaw, si reca in vacanza con la famiglia in Spagna. Al ritorno da un'escursione, scopre però che i suoi cari sono stati rapiti da alcuni uomini nel tentativo di recuperare una misteriosa valigetta. Per salvarli, dovrà scavare nel torbido passato del padre.

## Produzione
Le riprese si sono svolte in Spagna.
Per il ruolo del giovane turista Will Shaw, il regista chiese ad Henry Cavill di non visitare Madrid, città in cui si svolge il film, e di mangiare e bere il più possibile, come una normale persona in vacanza, in modo da aumentare la credibilità del personaggio.

## Promozione
Il 17 aprile 2012 è stato diffuso online il primo trailer italiano del film.

## Distribuzione
L'uscita del film negli USA  è avvenuta il 7 settembre 2012, mentre in Italia è avvenuta il 18 maggio dello stesso anno.